# Fateran
Fateran ist ein osttimoresischer Ort im Suco Seloi Craic (Verwaltungsamt Aileu, Gemeinde Aileu).

## Geographie
Der Weiler Fateran liegt im Nordwesten der Aldeia Leobraudu auf einer Meereshöhe von 902 m und damit gut 200 m tiefer, als die Hauptsiedlungen der Aldeia entlang der Überlandstraßen nach Gleno, Turiscai und Aileu im Osten und Süden Leobraudus. Fateran besteht nur aus einigen wenigen, verstreuten Häusern, zu denen keine Straßen führen. In einem halben Kilometer Entfernung liegt nordöstlich das Dorf Sarlala, wo sich auch die nächstgelegene Grundschule befindet. In knapp einem Kilometer Entfernung in Richtung Südosten befindet sich das Dorf Darhai. Die nächste größere Siedlung in Richtung Westen ist Fatumane in etwa zwei Kilometer Entfernung. Dazwischen liegen nur einzelne Häuser, zu denen keine Straßen führen.